# Alexander Kots
Aleksandr Fyodorovich Kots (en allemand Alexander Erich Kohts, en russe Александр Фёдорович Котс), né le 19 avril 1880, mort le 7 septembre 1964, est un zoologue soviétique et russe, connu pour avoir fondé le musée Darwin à Moscou. Il était marié avec la zoologue Nadezhda Ladygina-Kohts.

## Biographie
Aleksandr Kots nait en 1880 dans la famille d'un immigrant allemand. Il étudie à la faculté de physique et de mathématiques de Moscou. Il est professeur et naturaliste. Il fonde le musée Darwin en 1907. Il se marie en 1911 avec Nadezhda Ladygina-Kohts une de ses étudiantes.

## Distinctions
- Ordre du Drapeau rouge du Travail